# Jaak Van Assche
Jaak Van Assche (Londerzeel, 13 juli 1940) is een Belgisch theater-, televisie- en filmacteur die vooral bekendheid verwierf door zijn rollen  van Jean De Pesser uit De Collega's en De kollega's maken de brug, Fernand Costermans uit F.C. De Kampioenen en Frans Van As uit de VTM-serie De zonen van Van As.

## Biografie
Jaak Van Assche was tot op zijn dertigste leerkracht in Mechelen, om daarna te studeren aan het Koninklijk Conservatorium te Brussel waar hij les kreeg van o.a. Nand Buyl en Leo Dewals. In 1974 beëindigde hij zijn studies, samen met bekende medestudenten zoals Tuur De Weert, Luk De Koninck, Gilda De Bal, Tessy Moerenhout, Luk Van Mello, Josse De Pauw, Magda De Winter, Chris Cauwenberghs, Luc Springuel en René Verreth. Hij werkte samen met onder andere Stany Crets, Peter Van den Begin, Jan Verheyen, Erik Van Looy en Robbe De Hert.
Naast televisie- en filmrollen heeft Van Assche veel theaterrollen op zich  genomen. Zo is hij verbonden met het MMT (Mechels Miniatuur Theater), nu 't Arsenaal. Hij speelde onder andere in De koning sterft (met Marie Vinck), Het licht in de ogen (met Chris Lomme), Helden (met Arnold Willems en Tuur De Weert), De Pruimelaarstraat (met o.a. Tuur De Weert).
Naast acteur was hij ook politiek actief in Bonheiden. Hij werd politiek actief bij de CVP-Jongeren, maar stapte samen met Joos Somers eind jaren 50 over naar de Volksunie. Hij was 18 jaar schepen van Cultuur en Milieu voor de Volksunie, respectievelijk op de kieslijsten 'Volksbelangen' (1989 - 1994) en BR (1994 - 2006). In 2006 raakte hij niet herverkozen, terwijl hij bij de gemeenteraadsverkiezingen van 2012, toen hij als lijstduwer voor de N-VA opkwam, met 313 voorkeurstemmen wel werd herverkozen. In 2018 kwam hij niet opnieuw op.
Hij is grootneerlandist.
In oktober 2019 nam hij op 79-jarige leeftijd deel aan de tv-quiz De Slimste Mens ter Wereld, als oudste deelnemer aan het programma ooit.  Van Assche hield het één aflevering vol.
Op 17 januari 2020 kreeg Jaak Van Assche een "Lifetime Achievement Award" op de Walk of Fame in Oostende. Deze worden normaal uitgereikt op de openingsavond van het Filmfestival Oostende. Door de COVID-19-crisis ging het festival niet door, maar werden de sterren wel uitgereikt.

## Privé
Jaak Van Assche is getrouwd met collega-actrice Heddie Suls. Ze waren samen te zien in De Collega's, Alfa Papa Tango, F.C. De Kampioenen en Familie. Ze wonen in Rijmenam en hebben een zoon en twee kleinkinderen.

## Filmografie
- Gemeinsame Normdatei: 106200616X
- International Standard Name Identifier: 0000 0001 2976 124X
- Virtual International Authority File: 311677878